# Pyrenaria
Pyrenaria là một chi thực vật có hoa trong họ Theaceae.

## Loài
Chi Pyrenaria gồm các loài: